# Algeriets utträde ur Europeiska gemenskaperna
Algeriets utträde ur Europeiska gemenskaperna ägde rum i juli 1962 i samband med att Algeriet blev ett självständigt land. Dessförinnan hade Algeriet varit en integrerad del av Frankrike och således en del av Europeiska gemenskaperna. Detta i motsats till övriga franska kolonier som blev självständiga under andra halvan av 1900-talet. Algeriet var det första territoriet att lämna Europeiska gemenskaperna.